# Stéphan Guérin-Tillié
Stéphan Guérin-Tillié (Reims, 20 giugno 1972) è un attore, regista e sceneggiatore francese.

## Biografia
Trasferitosi in giovane età a Aurillac, studia recitazione a Parigi, dove conosce il regista Françoise Petit che lo scrittura per una rappresentazione teatrale. Negli anni successivi prosegue la sua carriera attoriale in televisione.
Debutta nel 2005 alla regia di un lungometraggio con Edy.
È stato sentimentalmente legato, per diversi anni, all'attrice Marion Cotillard.

## Filmografia

### Attore

#### Cinema
- Quand fond la neige où va le blanc? (1999)
- J'ai fait des sandwiches pour la route (1999)
- En attendant l'an 2000 (1999)
- Quelques jours de trop (2000)
- Carpe Diem (2000)
- Heureuse (2001)
- HS - hors service (2001)
- Red Siren (La Sirène rouge), regia di Olivier Megaton (2002)
- Il caso Goldman (Le Procès Goldman), regia di Cédric Kahn (2023)

#### Televisione
- Il conte di Montecristo (Le Comte de Monte Cristo), regia di Josée Dayan – miniserie TV (1998)
- Juste une question d'amour, regia di Christian Faure – film TV (1999)
- Un'altra verità (J'ai menti) - miniserie TV (2021)

### Regista
- Edy (2005)